# Эта штука под названием любовь
«Эта штука под названием любовь» (иер. трад. 婚姻勿語, кант.-рус.: Хун инь у ю, англ. This Thing Called Love) — гонконгская драма 1991 года, режиссёр Ли Чи-Нгай. Главные роли исполнили Сесилия Ип, Тони Люн Ка-фай, Розамунд Кван и Дерек И.
Картина получила пять номинаций на 11-й Гонконгской кинопремии. Сесилия Ип получила награду в категории «Лучшая женская роль».

## Сюжет
Дизайнер Сон Чжаорен (Тони Люн Ка-фай) и его жена Синь Кэр (Сесилия Ип) женаты уже три года. Со стороны кажется, что у них счастливая жизнь, но на самом деле их отношения переживают кризис. Однажды Чжаорен признаётся жене, что влюблен в другую, и он хочет развестись. Кэр начинает жить самостоятельно и со временем начинает новые отношения.

## В ролях
- Сесилия Ип — Синь Кэр
- Тони Люн Ка-фай — Сон Чжаорен
- Розамунд Кван — Дженис
- Дерек И — Джон
- Том Пун — Майкл

## Награды и номинации
| Награды                     | Награды                           | Награды                        | Награды   |
| Кинопремия                  | Категория                         | Лауреат / претендент           | Результат |
| --------------------------- | --------------------------------- | ------------------------------ | --------- |
| 11-я Гонконгская кинопремия | Лучший фильм                      | Эта штука под названием любовь | Номинация |
| 11-я Гонконгская кинопремия | Лучший сценарий                   | Ли Чи-Нгай                     | Номинация |
| 11-я Гонконгская кинопремия | Лучшая женская роль               | Сесилия Ип                     | Победа    |
| 11-я Гонконгская кинопремия | Лучшая женская роль второго плана | Розамунд Кван                  | Номинация |
| 11-я Гонконгская кинопремия | Лучшая музыка                     | Юджин Пао                      | Номинация |
| 27-я Золотая лошадь         | Лучшая женская роль               | Сесилия Ип                     | Номинация |